# Toller Cranston
Toller Shalitoe Montague Cranston  (Hamilton, Ontário, 20 de abril de 1949 – San Miguel de Allende, Guanajuato, 24 de janeiro de 2015) foi um ex-patinador artístico canadense. Ele conquistou uma medalha de bronze olímpica em 1976, e uma medalha de bronze em campeonatos mundiais. Morreu em 2015, aos 65 anos.

## Principais resultados
| Resultados                                            | Resultados        | Resultados      | Resultados    | Resultados    | Resultados        | Resultados       | Resultados      | Resultados      | Resultados        | Resultados      | Resultados        | Resultados      |
| Internacional                                         | Internacional     | Internacional   | Internacional | Internacional | Internacional     | Internacional    | Internacional   | Internacional   | Internacional     | Internacional   | Internacional     | Internacional   |
| Evento/Temporada                                      | 1962– 1963        | 1963– 1964      |               | 1967– 1968    | 1968– 1969        | 1969– 1970       | 1970– 1971      | 1971– 1972      | 1972– 1973        | 1973– 1974      | 1974– 1975        | 1975– 1976      |
| ----------------------------------------------------- | ----------------- | --------------- | ------------- | ------------- | ----------------- | ---------------- | --------------- | --------------- | ----------------- | --------------- | ----------------- | --------------- |
| Jogos Olímpicos                                       |                   |                 |               |               |                   |                  | 9.º             |                 |                   |                 | Medalha de bronze |                 |
| Campeonato Mundial                                    |                   |                 |               |               | 13.º              | 11.º             | 5.º             | 5.º             | Medalha de bronze | 4.º             | 4.º               |                 |
| Campeonato Norte-Americano                            |                   |                 |               | 6.º           |                   | Medalha de prata |                 |                 |                   |                 |                   |                 |
| Grand Prix St. Gervais                                |                   |                 |               |               | Medalha de bronze |                  |                 |                 |                   |                 |                   |                 |
| Skate Canada International                            |                   |                 |               |               |                   |                  |                 |                 | Medalha de ouro   |                 | Medalha de ouro   |                 |
| Nacional                                              |                   |                 |               |               |                   |                  |                 |                 |                   |                 |                   |                 |
| Campeonato Canadense                                  |                   |                 |               | 4.º           | Medalha de bronze | Medalha de prata | Medalha de ouro | Medalha de ouro | Medalha de ouro   | Medalha de ouro | Medalha de ouro   | Medalha de ouro |
| Campeonato Canadense – Júnior                         | Medalha de bronze | Medalha de ouro |               |               |                   |                  |                 |                 |                   |                 |                   |                 |
|                                                       |                   |                 |               |               |                   |                  |                 |                 |                   |                 |                   |                 |
| Legenda: Competição não foi disputada nesta temporada |                   |                 |               |               |                   |                  |                 |                 |                   |                 |                   |                 |